# Беседковское сельское поселение
Беседковское сельское поселение — упразднённое муниципальное образование в составе Ершичского района Смоленской области России.
Административный центр — деревня Литвиновка.
Образовано законом от 2 декабря 2004 года. Упразднено законом от 25 мая 2017 года с включением всех входивших в его состав населённых пунктов в Кузьмичское сельское поселение.

## Географические данные
- Общая площадь: 121,97 км²
- Расположение: западная часть Ершичского района
- Граничиkj:
  - на северо-востоке — с Ершичским сельским поселением
  - на юго-востоке — с Кузьмичским сельским поселением
  - на юге — с Сеннянским сельским поселением
  - на западе — с Беларусью
  - на северо-западе — с Поселковским сельским поселением
- Крупные реки: Ипуть, Беседь.

## Население
| 2011 | 2012 | 2013 | 2014 | 2015 | 2016 | 2017 |
| ---- | ---- | ---- | ---- | ---- | ---- | ---- |
| 296  | ↘280 | ↘272 | ↘258 | ↘250 | ↘233 | ↘225 |

## Населённые пункты
На территории поселения находилось 11 населённых пунктов.
- Литвиновка, деревня
- Беседка, деревня
- Верховая, деревня
- Дятловка, деревня
- Жуковка, деревня
- Карповка, деревня
- Литвинова Буда, деревня
- Николаевка, деревня
- Никулино, деревня
- Ржавец, деревня
- Телюковка, деревня

Демографическая ситуация на территории поселения сложная, сельскохозяйственные предприятия находятся в состоянии упадка, рабочих мест мало. В основном живут люди пенсионного возраста, в деревне Верховой жилых 8 домов, в д. Беседка 3 жилых дома.